# Список епізодів мультсеріалу «Аватар: Останній захисник»
Дана стаття містить список серій мультиплікаційного фільму «Аватар: Останній захисник». Мультсеріал складається з трьох сезонів, іменованих «книгами», що складаються з серій — «розділів». У 1 і 2 книгах — по 20 розділів, в 3 книзі — 21 розділ.

## Перший сезон
Книга 1: Вода (англ. Book One: Water)
| | №  | Назва                                                                                         | Дата прем'єри         | Код серії |
| | 1  | Хлопчик з айсберга (англ. The Boy in the Iceberg)                                             | 21 лютого 2005 рік    | 101       |
| Перший епізод мультсеріалу. У ньому розповідається про Катару і Сокку, представників Південного племені води, які під час рибалки знаходять айсберг і замороженого в ньому юного мага Повітря Аанга. | 1  |                                                                                               |                       |           |
| | 2  | Повернення Аватара (англ. The Avatar Returns)                                                 | 21 лютого 2005 рік    | 102       |
| У другому епізоді Аанг дізнається про війну, що почалася відразу ж після його зникнення. Також відбувається перша сутичка із Зуко. Аанг навіть буде спійманий, але застосувавши магію Повітря, а пізніше перейшовши в стан Аватара, вибирається з полону. | 2  |                                                                                               |                       |           |
| | 3  | Південний Храм Повітря (англ. The Southern Air Temple)                                        | 25 лютого 2005 рік    | 103       |
| З цього епізоду починається довга подорож основних персонажів до Північного полюса. Першою зупинкою мав стати рідний Храм Повітря Аанга, де йому належить дізнатися страшну правду, а також дізнатися багато нового про своє призначення. | 3  |                                                                                               |                       |           |
| | 4  | Воїни Кіоші (англ. The Warriors of Kyoshi)                                                    | 4 березня 2005 рік    | 104       |
| Аанг, Сокка і Катара опиняються на острові Кіоші (названому на честь одного з попередніх аватарів). Тут їх спочатку беруть у полон, але потім зустрічають з усіма почестями. Вперше з'являється Суюкі. Вона вчить Сокку прийомам войовниць о-ва Кіоші. Про місцезнаходження Аанга дізнається Зуко, що призводить до нової зустрічі з ним і його воїнами. | 4  |                                                                                               |                       |           |
| | 5  | Цар Омашу (англ. The King of Omashu)                                                          | 18 березня 2005 рік   | 105       |
| Цей епізод представляє нам ще одного незвичайного персонажа, короля Бумі. Він старий друг Аанга, хоча і приховує це до кінця епізоду. | 5  |                                                                                               |                       |           |
| | 6  | Полонені (англ. Imprisoned)                                                                   | 25 березня 2005 рік   | 106       |
| Епізод, що розповідає про одне з численних сіл племені Землі, захоплених людьми Вогню. Там заборонена магія Землі, а всі маги перебувають у в'язниці на баржі, де не можуть використовувати магію. Звільнитися їм допоможуть Аанг, Сокка, а особливо Катара, що зуміла своєю силою волі підняти магів Землі на повстання. | 6  |                                                                                               |                       |           |
| | 7  | Світ Духів: Зимове Сонцестояння, Частина 1) (англ. The Spirit World: Winter Solstice, Part 1) | 8 квітня 2005 рік     | 107       |
| Аанг із друзями потрапляє в село, якому загрожує розгніваний лісовий дух Хей Бай. Захищаючи жителів села, Аанг вперше потрапляє у Світ Духів, де знайомиться з духом дракона Аватара Року, а також дізнається, як йому з ним зустрітися. Тим часом Зуко рятує свого дядька з полону магів Землі. | 7  |                                                                                               |                       |           |
| | 8  | Аватар Року: Зимове Сонцестояння, Частина 2) (англ. Avatar Roku: Winter Solstice, Part 2)     | 15 квітня 2005 рік    | 108       |
| Аанг, Катару і Сокка у небезпечну подорож до храму Аватара Року. Там Аанг дізнається багато нового про свою місію і своє призначення. Також тут вперше показано, як можуть виявлятися минулі життя Аватара. І коли в Аангу пробуджується Аватар Року, вони йдуть, а острів валиться. | 8  |                                                                                               |                       |           |
| | 9  | Сувій Водної магії (англ. The Waterbending Scroll)                                            | 29 квітня 2005 рік    | 109       |
| Катара викрадає у «відчайдушного торговця» (насправді - пірата) сувій Водної магії, за яким вона і Аанг повинні навчатися магії Води. Це призводить до непередбачених наслідків: сутички з піратами і нової зустрічі з Зуко. | 9  |                                                                                               |                       |           |
| | 10 | Джет (англ. Jet)                                                                              | 6 травня 2005 рік     | 110       |
| Мандрівники натикаються на партизанський загін Джета, юнака з племені Землі, який втратив свою родину під час однієї з атак. Тепер Джет мстить будь-якому представникові людей Вогню — чи то воїну, чи то мирному жителю. Він збирається затопити ціле село з усіма мешканцями. Тільки втручання Сокки змогло запобігти жахливому вчинку. | 10 |                                                                                               |                       |           |
| | 11 | Великий каньйон (англ. The Great Divide)                                                      | 20 травня 2005 рік    | 111       |
| Аанг з друзями повинні пройти через величезний каньйон. Зроблять вони це не поодинці, а з двома племенами Землі, які були єдині, але багато років тому через дурість розсварилися і тепер непримиренно ворогують. Помирити їх зможе тільки Аватар. | 11 |                                                                                               |                       |           |
| | 12 | Буря (англ. The Storm )                                                                       | 3 червня 2005 рік     | 112       |
| Один із ключових епізодів. Під час грози Аанг згадує про своє життя до ув'язнення в айсбергу. Він розповідає, як дізнався про свою долю і про те, чому втік. Паралельно Айро розповідає команді корабля Зуко про те, як його племінник отримав шрам. Зуко розкривається з нового боку. | 12 |                                                                                               |                       |           |
| | 13 | Синя маска (англ. The Blue Spirit)                                                            | 17 червня 2005 рік    | 113       |
| Сокка і Катара захворіли. Аанг вирушає за ліками, але дорогою потрапляє в полон до адмірала Джао. Вибратися йому допомагає таємничий воїн у синій масці. Перед тим, як дізнатися, хто ж ховається під маскою, Аангу спочатку належить допомогти своєму несподіваному рятівнику. | 13 |                                                                                               |                       |           |
| | 14 | Ворожка (англ. The Fortuneteller )                                                            | 23 вересня 2005 рік   | 114       |
| Аанг, Сокка, Катара потрапляють у село, де живе провісниця. Аанг і Катара вірять всьому, що вона говорить, і намагаються дізнатися свою долю. Сокка ж їй не вірить і намагається переконати всіх, що вона обманщиця. Але йому ніхто не вірить, і це ледь не призводить до біди. | 14 |                                                                                               |                       |           |
| | 15 | Бато з племені Води (англ. Bato of the Water Tribe)                                           | 7 жовтня 2005 рік     | 115       |
| Аанг, Катара і Сокка знаходять представника племені Води Бато, який чекає листа від батька Катари і Сокки. Аанг боїться, що вони його покинуть, і коли лист нарешті приходить — ховає його. Але пізніше дуже шкодує, адже для Катари і Сокка їх місія важливіша. | 15 |                                                                                               |                       |           |
| | 16 | Дезертир (англ. The Deserter )                                                                | 21 жовтня 2005 рік    | 116       |
| Герої опиняються в місті людей Вогню, де дізнаються про дезертира, старого майстра Вогню, який не хоче воювати проти інших націй. Він може навчити Аанга магії Вогню, але буде непросто його переконати зробити це, адже Аанг ще не опанував магію Води і Землі, а без них магія Вогню смертельно небезпечна в недосвідчених руках. | 16 |                                                                                               |                       |           |
| | 17 | Північний Храм Повітря (англ. The Northern Air Temple)                                        | 4 листопада 2005 рік  | 117       |
| Аанг, Сокка і Катара знаходять Північний Храм Повітря, який виявився не занедбаним, а обжитим біженцями, серед яких є геніальний винахідник, що, як виявилося, робить зброю для людей Вогню в обмін на безпеку. Всім доведеться робити нелегкий вибір. | 17 |                                                                                               |                       |           |
| | 18 | Учитель магії Води (англ. The Waterbending Master)                                            | 18 листопада 2005 рік | 118       |
| Наші герої нарешті досягли Північного полюса, де Аанга будуть навчати магії Води, але не Катару, бо це суперечить традиціям племені. І Катарі в бою належить відстояти своє право навчатися. Сокка закохується в принцесу Північного племені води Юї. В цей же час флот адмірала Джао вже наближається до кордонів Північного полюса. | 18 |                                                                                               |                       |           |
| | 19 | Облога Півночі, Частина 1 (англ. The Siege of the North, Part I)                              | 2 грудня 2005 рік     | 119       |
| Облога почалася. Зуко має намір захопити Аанга, поки той шукає допомоги у світі духів. Аанг просить допомоги у стародавнього духу Коу, викрадача облич, і той розповідає йому про духів Місяця і Океану (Туї і Ла) які віддали своє безсмертя для того, щоб стати частиною нашого світу. Катара захищає Аанга від Зуко. Вночі вона сильніша, але вранці Зуко все ж забере Аанга. У цей же час маги Води відстоюють свою свободу і мають успіхи, але в адмірала Джао є козир в рукаві. | 19 |                                                                                               |                       |           |
| | 20 | Облога Півночі, Частина 2 (англ. The Siege of the North, Part II)                             | 2 грудня 2005 рік     | 120       |
| Зуко з Аангом вже далеко. Але після повернення зі світу духів Аанга рятують Сокка і Катара. Принцеса Юї жертвує собою, щоб воскресити дух Місяця, убитий Джао. Дух океану Ла, з яким зливається Аанг, допомагає впорається з флотом Джао і забирає його у світ духів. | 20 |                                                                                               |                       |           |

## Другий сезон
Книга 2: Земля (англ. Book Two: Earth)
| | №  | Назва                                                                      | Дата прем'єри         | Код серії |
| | 1  | Стан Аватара (англ. The Avatar State)                                      | 17 березня 2006 рік   | 201       |
| Аанг повинен вирушити до Омашу, щоб знайти собі вчителя магії Землі. Однак, прийшовши до свого проводиря, він розуміє, що той хоче, щоб Аватар негайно допоміг йому і його людям у битвах проти магів Вогню. Намагаючись змусити Аанга прийняти стан Аватара, генерал загрожує смертю Катари. Аанг переходить в стан Аватара, і не будучи здатним себе контролювати, руйнує все довкола. Також у цій серії Аанг дізнається, що якщо його вб'ють у стані аватара, то цикл Аватарів перерветься. | 1  |                                                                            |                       |           |
| | 2  | Печера двох закоханих (англ. The Cave of Two Lovers)                       | 24 березня 2006 рік   | 202       |
| По дорозі в Омашу Аанг зі своїми супутниками зустрічають мандрівних музикантів. Ховаючись від людей вогню, вони вирішують йти крізь заплутаний магічний лабіринт під назвою Печера двох закоханих. Поцілувавшись, Аанг і Катара відкривають таємницю лабіринту і знаходять вихід. Музикантам і Соцці, змученому нескінченними піснями, допомагають гігантські борсуки, що володіють магією землі. Айро отруївся квіткою білий нефрит, але йому допомогли люди землі. | 2  |                                                                            |                       |           |
| | 3  | Повернення в Омашу (англ. Return to Omashu)                                | 7 квітня 2006 рік     | 203       |
| Досягши Омашу, Аанг із супутниками бачить, що місто захоплене людьми вогню. Аанг все одно починає пошуки короля Бумі. Маленький син губернатора випадково потрапляє в табір людей землі, губернатор пропонує обмін на Бумі. У процесі обміну спалахує поєдинок між Азулою з подругами та Аангом із друзями. І хоча Аангу вдається звільнити Бумі, той вирішує, що час свободи ще не настав. Аватару потрібно шукати іншого вчителя. | 3  |                                                                            |                       |           |
| | 4  | Болото (англ. The Swamp )                                                  | 14 квітня 2006 рік    | 204       |
| Смерч затягує Аанга з друзями на дивне болото, вони втрачають Аппу та Момо. На болоті Катара, Сокка і Аанг бачать дивні видіння і вступають у битву з чудовиськом, яке виявилося місцевим магом, що захищає болото від прибульців. На Аппу та Момо полюють аборигени, але Аанг знаходить їх і рятує. | 4  |                                                                            |                       |           |
| | 5  | День Аватара (англ. Avatar Day)                                            | 28 квітня 2006 рік    | 205       |
| Аватар виявляється в селі, де його минуле втілення, Аватара Кіоші, звинувачують у вбивстві Чина Великого. Аанг готовий постати перед судом. Сокка і Катара беруться розслідувати цю справу. Вони знаходять масу доказів і доводять невинність Аанга. Аанг перевтілюється в Кіоші і та розповідає, як все було. Прибувають люди вогню і Аанг рятує село, заслуговуючи прощення і любов мешканців. | 5  |                                                                            |                       |           |
| | 6  | Сліпий бандит (англ. Blind bandit)                                         | 5 травня 2006 рік     | 206       |
| Аанг шукає собі вчителя магії Землі. За порадою свого старого друга Бумі він шукає людину, яка вміє не тільки нападати, але й слухати й чекати. І знаходить його в найкращому магові Землі — сліпій дівчинці Тоф. Однак суворі батьки довідаються про її дарування і не дозволяють вирушити з Аангом. Він і його друзі йдуть, але, не встигнувши полетіти, вони бачать Тоф, яка біжить до них і каже, що "батько передумав". Насправді ж вона втекла, а її батько вирішив, що Аватар викрав дівчинку, тому відправляє за нею погоню.                                                                      | 6  |                                                                            |                       |           |
| | 7  | Самотній Зуко (англ. Zuko Alone)                                           | 12 травня 2006 рік    | 207       |
| Втомлений і голодний, Зуко зупиняється в одному селі, щоб відпочити і купити їжі. Воїни царства Землі відбирають провізію, але Зуко допомагає хлопчик: він приводить його додому до батьків. Ті годують Зуко вечерею і дають притулок. На ранок Зуко залишає цей будинок, але потім його наздоганяє мама хлопчика, і просить допомоги. Виявляється, хлопчика хочуть забрати на війну. Зуко кидається допомагати, але в бою з магом землі проявляються його здібності мага Вогню. Зуко рятує хлопчика, але не отримує ні від нього, ні від його мами подяки: вони всі його бояться і ненавидять. Зуко йде. | 7  |                                                                            |                       |           |
| | 8  | Погоня (англ. The Chase)                                                   | 26 травня 2006 рік    | 208       |
| Азула та її підручні невпинно женуться за Аватаром. Аанг і його супутники виснажені. Тоф свариться з Катарою, вона йде і зустрічає Айро. Щоб заплутати переслідувачів, команда Аанга розділяється. Катара і Сокка вступають в сутичку з напарницями Азули, допомога Аппи приходить вчасно. Азула наздоганяє Аанга, але в битві з'являється новий учасник — Зуко. Незабаром до бою приєднуються інші: Катара, Сокка, Тоф і Айро. Азула ранить Айро і втікає. | 8  |                                                                            |                       |           |
| | 9  | Брудна робота (англ. Bitter Work)                                          | 2 червня 2006 рік     | 209       |
| Тоф приступає до навчання Аанга магії землі. Аангу вона не дається. Сокка застряє в міжгір'ї, полюючи за невідомим звіром (або, як його називає Сокка, «кармічна істота»). Аанг знаходить його, але щоб витягти Сокку, йому необхідна магія землі. Задачу ускладнює мати звіряти, величезний шаблезубий лоселев. Цей епізод дозволяє Аангу освоїти магію землі. Тим часом Айро намагається навчити Зуко випускати та перенаправляти блискавки. | 9  |                                                                            |                       |           |
| | 10 | Бібліотека (англ. The Library)                                             | 14 липня 2006 рік     | 210       |
| Подорожні дізнаються від професора Зея про бібліотеку Ван Ши Тонга. У бібліотеці Сокка робить відкриття, що люди вогню уразливі в момент сонячного затемнення, і дізнається дату наступного затемнення. Господар бібліотеки, дух Ван Ши Тонг, обурений тим, що люди використовують його знання проти інших людей. Він намагається вбити Аанга з товаришами. Бібліотека йде під землю з професором Зеєм, який не може розлучитися з книгами. Тоф допомагає врятуватися своїм друзям, але не може врятувати Аппу від викрадення.                                                                            | 10 |                                                                            |                       |           |
| | 11 | Пустеля (англ. The Desert )                                                | 14 липня 2006 рік     | 211       |
| Без Аппи посеред безводної пустелі головні герої приречені на загибель. Аанг відчайдушно намагається знайти його. Тоф знаходить засипаний піском човен, і друзі добираються до скелі посеред пустелі. Тут вони зустрічають людей народу пустелі, у сині глави племені Тоф впізнає викрадача Аппи. Між тим, Зуко і його дядько Айро шукають допомоги у стародавнього таємного товариства. | 11 |                                                                            |                       |           |
| | 12 | Зміїний перевал (англ. The Serpent's Pass)                                 | 15 вересня 2006 рік   | 212       |
| Аангу і його друзям не вдається легко потрапити в Ба Сінг Се. Вони зустрічають стару знайому - Суюкі, і разом із сімʼєю біженців стикаються з проблемою на небезпечному Зміїному Перевалі. | 12 |                                                                            |                       |           |
| | 13 | Бур (англ. The Drill )                                                     | 15 вересня 2006 рік   | 213       |
| Аанг виявляє таємний винахід магів Вогню, який спрямований на захоплення Ба Сінг Се. Величезна зброя повинна бути зупинена до того, як вона зруйнує велику стіну міста магів Землі. | 13 |                                                                            |                       |           |
| | 14 | Місто стін і секретів (англ. City of Walls and Secrets)                    | 22 вересня 2006 рік   | 214       |
| Аанг і його друзі нарешті прибули в Ба Сінг Се і хочуть зустрітися з Королем Землі. У місті ніхто не знає про війну, до того ж будь-яке просторікування про неї - заборонено. Між тим, Джет намагається знайти доказ того, що Зуко і Айро є магами Вогню. | 14 |                                                                            |                       |           |
| | 15 | Історії з Ба Сінг Се (англ. Tales of Ba Sing Se)                           | 29 вересня 2006 рік   | 215       |
| Серія коротких оповідань, що розповідає про пригоди Катари і Тоф, Айро, Сокки, Аанга, Зуко і Момо в Ба Сінг Се. Одна з історій присвячена Мако, актору, що озвучує Айро в першій книзі, і який помер незабаром після її завершення. | 15 |                                                                            |                       |           |
| | 16 | Втрачені дні Аппи (Дні, коли Аппа був втрачений) ( англ. Appa's Lost Days) | 12 жовтня 2006 рік    | 216       |
| Історія Аппи після того, як його було вкрадено в Аватара. | 16 |                                                                            |                       |           |
| | 17 | Озеро Лаогай (англ. Lake Laogai)                                           | 3 листопада 2006 рік  | 217       |
| У ході пошуку Аппи друзі стикаються з Джетом, але не знають, чи можна вірити йому. Тим часом, Зуко також полює на Аппу. | 17 |                                                                            |                       |           |
| | 18 | Цар Землі (англ. The Earth King)                                           | 16 листопада 2006 рік | 218       |
| Лонг Фенг і його Дай Лі намагаються приховати правду від Короля Землі, але Аанг та інші розкривають його наміри. Зрештою Куей стає на бік Аватара. Після доброго вчинку Зуко важко хворіє і бачить гарячкові галюцинації, стикається з духовною кризою. | 18 |                                                                            |                       |           |
| | 19 | Гуру (англ. The Guru)                                                      | 1 грудня 2006 рік     | 219       |
| Гуру в Східному Храмі Повітря допомагає Аангу зробити наступний крок в контролюванні його стану Аватара. Сокка зустрічає свого давно втраченого батька. Тоф намагаються викрасти, але вона втікає, опанувавши магію металу. Катара, допомагаючи з планом вторгнення в країну Вогню, потрапляє в біду. Азула починає втілювати свій план, а дядько й Зуко збираються відкрити свою чайну. | 19 |                                                                            |                       |           |
| | 20 | Перехрестя долі (англ. The Crossroads of Destiny)                          | 1 грудня 2006 рік     | 220       |
| Після видіння Аанг поспішає в Ба Сінг Се, дорогою зустрічаючи Тоф і Сокку. Воїни Дай Лі і Азула здійснюють переворот в місті. Зуко зраджує дядька і приєднується до сестри. Під час битви із супротивниками Аанг намагається відкрити останню чакру, але в цей момент його вражає блискавка Азули. Катара завдяки воді з Джерела Духів рятує Аанга. | 20 |                                                                            |                       |           |

## Третій сезон
Книга 3: Вогонь (англ. Book Three: Fire)
| | №  | Назва                                                                                      | Дата прем'єри         | Код серії |
| | 1  | Пробудження (англ. The Awakening)                                                          | 21 вересня 2007 рік   | 301       |
| Після лікування від серйозних травм, отриманих у кінці другого сезону, Аанг пробуджується і опиняється на борту судна Нації Вогню. Тим часом Зуко з тріумфом нарешті повертається додому.                                                                              | 1  |                                                                                            |                       |           |
| | 2  | Пов'язка на голову (англ. The Headband)                                                    | 28 вересня 2007 рік   | 302       |
| Аанг, Сокка, Тоф і Катара крадуть одяг людей Вогню. Аанг потрапляє до Школи Народу Вогню, завдяки випадку вибравши одяг школяра, і влаштовує в печері танці, заборонені в Народу Вогню.                                                                                | 2  |                                                                                            |                       |           |
| | 3  | Кольорова Леді (англ. The Painted Lady)                                                    | 5 жовтня 2007 рік     | 303       |
| Дорогою до місця збору для вторгнення Аватар та його друзі потрапляють в рибальське село, після чого таємничий дух починає допомагати сільським жителям. | 3  |                                                                                            |                       |           |
| | 4  | Учитель Сокки (англ. Sokka's Master)                                                       | 12 жовтня 2007 рік    | 304       |
| Сокка відчуває, що недостатньо хороший для команди Аватара. Він знаходить вчителя з бойового мистецтва і навчається у нього. | 4  |                                                                                            |                       |           |
| | 5  | Пляж (англ. The Beach )                                                                    | 19 жовтня 2007 рік    | 305       |
| Зуко, Азула, Мей і Тай Лі відправлені на Вугільний острів, де, відпочиваючи на пляжі, дізнаються багато нового про себе. Між тим команда Аватара стикається з новим ворогом.                                                                                           | 5  |                                                                                            |                       |           |
| | 6  | Аватар і Господар Вогню (англ. The Avatar and the Firelord)                                | 24 жовтня 2007 рік    | 306       |
| Аанг і Зуко дізнаються історію минулих поколінь і про те, як почалася війна і як помер Аватар Року. | 6  |                                                                                            |                       |           |
| | 7  | Втікачка (англ. The Runaway )                                                              | 25 жовтня 2007 рік    | 307       |
| Тоф придумує швидкий спосіб робити легкі гроші за допомогою своїх магічних умінь, Катара не схвалює це, і непорозуміння між ними має катастрофічний наслідок. | 7  |                                                                                            |                       |           |
| | 8  | Ляльковод (англ. The Puppetmaster )                                                        | 25 жовтня 2007 рік    | 308       |
| Діти розслідують таємниче зникнення людей в страшному місті. Вони зустрічають колись полоненого мага Води, Хаму. Катара, сама того не бажаючи, вчиться у неї магії Крові.                                                                                              | 8  |                                                                                            |                       |           |
| | 9  | Кошмари і марення (англ. Nightmares and Daydreams)                                         | 26 жовтня 2007 рік    | 309       |
| Напередодні затемнення Аанга мучать кошмари про майбутню битву - йому здається, що він не готовий до. Друзі, як можуть, намагаються йому допомогти. Тим часом Зуко, побувавши на військовому зборі, розуміє, що знайшовши любов свого батька, він втратив самого себе. | 9  |                                                                                            |                       |           |
| | 10 | День Чорного Сонця, Частина 1: Вторгнення (англ. The Day of Black Sun Part 1 The Invasion) | 23 листопада 2007 рік | 310       |
| У день довгоочікуваного затемнення, діти разом зі старими друзями планують вторгнення до Столиці країни Вогню. Початок вторгнення. | 10 |                                                                                            |                       |           |
| | 11 | День Чорного Сонця, Частина 2: Затемнення (англ. The Day of Black Sun Part 2 The Eclipse)  | 26 листопада 2007 рік | 311       |
| Група допомагає Аангу знайти головне лігво батька Зуко в час затемнення. Але їх чекає кілька сюрпризів, головний з них Азула. Зуко приймає рішення допомагати Аватару. Дорослі залишаються в столиці людей Вогню, даючи дітям втекти.                                  | 11 |                                                                                            |                       |           |
| | 12 | Західний Храм Повітря (англ. The Western Air Temple)                                       | 14 грудня 2007 рік    | 312       |
| Аанг і його друзі, рятуючись від воїнів Вогню, прилітають до Західного Храму Повітря, де несподівано зустрічають Зуко, який стверджує, що він змінився і тепер на їхньому боці. У підсумку він приєднується до команди і стає вчителем Аанга з магії Вогню.            | 12 |                                                                                            |                       |           |
| | 13 | Вчителі магії Вогню (англ. The Firebending Masters)                                        | 4 січня 2008 рік      | 313       |
| Зуко майже втрачає свою магію, і вони з Аангом вирушають на руїни помешкання Воїнів Сонця, щоб відновити її. | 13 |                                                                                            |                       |           |
| | 14 | Кипляча Скеля, Частина 1 (англ. The Boiling Rock Part 1)                                   | 25 квітня 2008 рік    | 314       |
| Сокка і Зуко вирушають в найнеприступнішу в'язницю народу Вогню, щоб врятувати батька Сокки, але замість нього зустрічають там ватажка воїнів Кіоші і кохану Сокки - Суюкі.                                                                                            | 14 |                                                                                            |                       |           |
| | 15 | Кипляча Скеля, Частина 2 (англ. The Boiling Rock Part 2)                                   | 25 квітня 2008 рік    | 315       |
| Сокка і його батько розробляють новий план втечі, проте їм заважають Азула і її подруги, що з'явилися на острові. Мей, зрозумівши, що її любов до Зуко сильніша за страх перед принцесою, допомагає втекти. Тай Лі і Мей у результаті зраджують Азулу.                 | 15 |                                                                                            |                       |           |
| | 16 | Південні Загарбники (англ. The Southern Raiders)                                           | 17 липня 2008 рік     | 316       |
| Зуко допомагає Катарі відшукати солдата армії Народу Вогню, який вбив її матір. Катара не може наважитися вбити його, а Зуко вона пізніше прощає. | 16 |                                                                                            |                       |           |
| | 17 | Актори Вугільного Острова (англ. The Ember Island Players)                                 | 18 липня 2008 рік     | 317       |
| Діти дивляться п'єсу про себе і всі свої пригоди. Але вони не дуже щасливі від постановки. | 17 |                                                                                            |                       |           |
| | 18 | Комета Созіна, Частина 1: Король Фенікс (англ. Sozin's Comet, Part 1: The Phoenix King)    | 19 липня 2008 рік     | 318       |
| Ватажок магів Вогню оголошує себе Королем Феніксом. Аанг несподівано зникає з Вугільного острова. Друзі вирушають на його пошуки й залучають для цього Джун. | 18 |                                                                                            |                       |           |
| | 19 | Комета Созіна, Частина 2: Старі вчителі (англ. Sozin's Comet, Part 2: The Old Masters)     | 19 липня 2008 рік     | 319       |
| Аанг запитує у минулих Аватарів, як перемогти Лорда Вогню, не вбиваючи його - і розчаровується в почутому. Зуко з друзями знаходять членів Білого Лотоса. Дядько Айро прощає племінника.                                                                               | 19 |                                                                                            |                       |           |
| | 20 | Комета Созіна, Частина 3: Прямо в Пекло (англ. Sozin's Comet, Part 3: Into the Inferno)    | 19 липня 2008 рік     | 320       |
| Перша частина битви Аанга з Озаєм. Вирішальний агні-кай Зуко із сестрою Азулою за право бути Володарем Вогню. Сокка, Тоф і Суюкі намагаються перешкодити повітряній флотилії людей Вогню, яка летить з метою знищити залишки Царства Землі, що не підкорилися.         | 20 |                                                                                            |                       |           |
| | 21 | Комета Созіна, Частина 4: Аватар Аанг (англ. Sozin's Comet, Part 4: Avatar Aang)           | 19 липня 2008 рік     | 321       |
| Катара перемагає Азулу і допомагає Зуко. Триває битва між Аангом і Лордом Вогню, в кінці Аватар позбавляє Озая магії Вогню і таким чином припиняє війну між народами. Зуко стає Лордом Вогню, Айро відновлює свою чайну в Ба Сінг Се.                                  | 21 |                                                                                            |                       |           |